# Cashman Field
O Cashman Field é um estádio localizado em Las Vegas, Nevada, Estados Unidos, possui capacidade total para 9.334 pessoas, é a casa do time de futebol Las Vegas Lights FC da USL Championship, o estádio foi inaugurado em 1983 e foi a casa do do time de beisebol Las Vegas 51s da liga menor Pacific Coast League até o ano de 2008.